# 固始天骄村镇银行
固始天骄村镇银行是位于中国河南省固始县的一家村镇银行。

## 历史
本行于2007年由鄂尔多斯农村商业银行股份有限公司发起筹建，2008年8月2日正式开业，总部位于固始县崇文路，下辖中山、蓼城、黄河路、红苏路、中原路、胡族、郭陆滩、段集、沙河等15家支行及总行营业部。，注册资本6000万元，发起行占51%股本，鄂尔多斯和固始两地的城乡工商户、企业法人、自然人占49%股本。该行以“三农”为主要服务对象，同时也是河南省第二家开业的村镇银行。截至2021年末，全行各项存款余额34.07亿元、贷款余额22.39亿元，总资产规模达38.72亿元。